# Церкница (община)
Церкница (словен. Občina Cerknica) — община в Словении на плато Карст. Относится к статистическому региону Нотраньска-Крашка (область Внутренняя Крайна). Имеет площадь 241 км², население — 11 200 человек (перепись 2010 года). Административный центр — город Церкница.
Основная достопримечательность общины — пульсирующее озеро Церкница, являющееся крупнейшим в Словении. Среди других интересных мест — пещеры Ткалца-Яма и Крижна-Яма, долина Раков-Шкоцян и гора Сливница.